# Leon Lichtblau
Leon Lichtblau (pseudonim: Adolf Cristi; în rusă Адолф Иванович Кристин, n. 23 august 1901, București – d. 25 aprilie 1938, Moscova) a fost un comunist evreu din România.

## Biografie
Leon Lichtblau s-a născut la București în familia unui arhitect. A studiat la Liceul Gheorghe Lazăr și s-a implicat în activități politice de extremă stânga care s-au soldat cu acuzarea sa penală din 1918. În 1920 a colaborat cu Max Goldstein la Atentatul din Senatul României din 1920. În 1921 a participat la conferința Partidul Socialist din România și a sprijinit afilierea la Comintern. În vara anului 1921 a participat la cel de al doilea Congres al Internaționalei Comuniste de Tineret de la Moscova. Fiind urmărit de autoritățile din România, s-a refugiat întâi la Viena, iar apoi la Moscova unde a adoptat pseudonimul Adolf Cristi. În 1922 a fost judecat în Procesul din Dealul Spirii și condamnat în contumacie la închisoare pe viață.
Leon Lichtblau a absolvit studii de economie și contabilitate la Moscova și a lucrat la Oficiul Central de Contabilitate Economică din URSS. În 1937 a fost arestat de autoritățile sovietice, în cadrul epurărilor staliniste. În 1938 a fost condamnat și executat în aceeași zi pentru crime de spionaj și activități subversive.
Leon Lichblau a fost reabilitat prin decizia Curții Supreme Sovietice în 1956; în 1968 a fost reabilitat de o comisie a Partidului Comunist Român.